# АфриКат
АфриКат (на английски: AfriCat Foundation) е фондация основана през 1991 г. сътрудничеща си с Министерството на околната среда и туризма на Намибия. Тя представлява организация с идеална цел посветена в опазването на големите котки на Африка и особено гепарди и леопарди. Седалището ѝ е в Очиваронго, Намибия.
Популацията на големите котки в Африка с течение на годините постепенно намалява. Това започва още в ерата преди колонизацията на континента, благодарение на ценната кожа или в резултат на ловен интерес. Винаги тези животни са били обект на бракониерство. Намибия също не е подмината от тази тенденция. Особена опасност за дивите хищници са земеделските производители, които виждат заплаха за отглеждания от тях добитък. Някои фермери използват клетки-капани за улов на хищниците, предимно гепарди и след това ги застрелват на място. В Намибия няма закон забраняващ отстрела на тези животни. Освен популярните за Африка лъвове страната е известна и с една от ной-големите популации на гепарди на континента. В допълнение на този факт е необходимо да се подчертае, че в Намибия съществуват ферми за дивеч, където се заплаща за снимане и отстрел на диви животни. Макар че офертата е по-висока от това да се застреля тревопасен бозайник съществува и възмжожност да се убие и дива котка.
Организацията предлага на фермерите възможност да пуснат заловените в капан животни като ги предоставят на нейните грижи. Нейни представители вземат животните като ги превозват до седалището в Очиваронго и им предоставят временен подслон и храна. Понякога заловените котки са сериозно наранени и се налага да бъдат лекувани и да преминат дълъг период на възстановяване и рехабилитация. Възстановените и годни да живеят свободно котки биват пускани в среда, където няма да бъдат застрашени от човешка ръка. Състоянието на някои от тях обаче не позволява връщането им в дива среда. При тях са настъпили трайни увреждания, които не им позволяват да оцелеят с естествен лов в средата им на местообитание. В такива случаи котките остават да живеят до края на живота си в защитена територия собственост на фондацията. В други случаи в АфриКат постъпват малкки, чиято майка е била убита. Такива животни все още не са развили ловните си качества, няма да могат да оцелеят в естествена среда и се налага да останат тук завинаги.